# Onthophagus shinichii
Onthophagus shinichii es una especie de insecto del género Onthophagus, familia Scarabaeidae, orden Coleoptera.

Fue descrita científicamente por Ochi & Kon en 2018.